# Nice (singel)
Nice – trzeci singel polsko-łemkowskiej grupy LemON. Utwór singlowy prapremierowo został zaprezentowany w radiu RMF FM tuż po godzinie 20.30 dnia 12 czerwca 2013. Oryginalna wersja utworu z albumu jest zupełnie inna od radiowej i trwa 4:04. Zatytułowana jest „Nice (Epilog)” i jej motywem przewodnim jest poezja deklamowana przez Igora Herbuta. Recytację przeplata wokal Igora i muzyka inaczej zarejestrowana niż w edycji singlowej, nadające ton niezwykle emocjonalny.
W październiku 2023 nagranie uzyskało certyfikat platynowej płyty.

## Lista utworów
| 1. | „Nice” (Radio Edit) | 3:43  |
|    |                     |       |
|    |                     | 03:43 |
|    |                     |       |

## Notowania
| Lista                                      | Pozycja |
| ------------------------------------------ | ------- |
| Polish Airplay Chart                       | 19      |
| POPLista RMF FM                            | 1       |
| Szczecińska Lista Przebojów                | 12      |
| Codzienna Lista Przebojów - Radio Bielsko  | 1       |
| Lista Przebojów Radia ZET                  | 14      |
| Pogodna Lista Przebojów - Radio Znad Wilii | 14      |
| Gorąca 20 Radia Eska                       | 17      |
| Przebojowa Lista Radio VIA                 | 16      |
| Lista Przebojów - Radio Park               | 20      |

## Teledysk
Wideoklip „Nice” został nagrany w trakcie podróży zespołu po Europie. Zdjęcia kręcono głównie w Nicei, na Lazurowym Wybrzeżu. Premiera klipu odbyła się w serwisie YouTube dnia 14 lipca 2013. Za realizację odpowiada Jan Beerend Kępiński, zdjęcia - Paweł Dyllus, scenariusz - Małgorzata Dacko, zaś montaż - Adam Ślagowski. Prezentowana w teledysku akcja z zawieszaniem słownych życzeń (z logo TAKE WHAT YOU NEED) przy udziale zespołu i rzeszy fanów przeszła w tzw. „niceizację” miast. Pod hasłem „Czego Ci brak?” z kartki papieru można wyrwać odcinek np. „nadzieję”, „miłość”, itp...